# Kiefferulus umbraticola
Kiefferulus umbraticola är en tvåvingeart som först beskrevs av Yamamoto 1979.  Kiefferulus umbraticola ingår i släktet Kiefferulus och familjen fjädermyggor. Inga underarter finns listade i Catalogue of Life.